# フリングホルニ

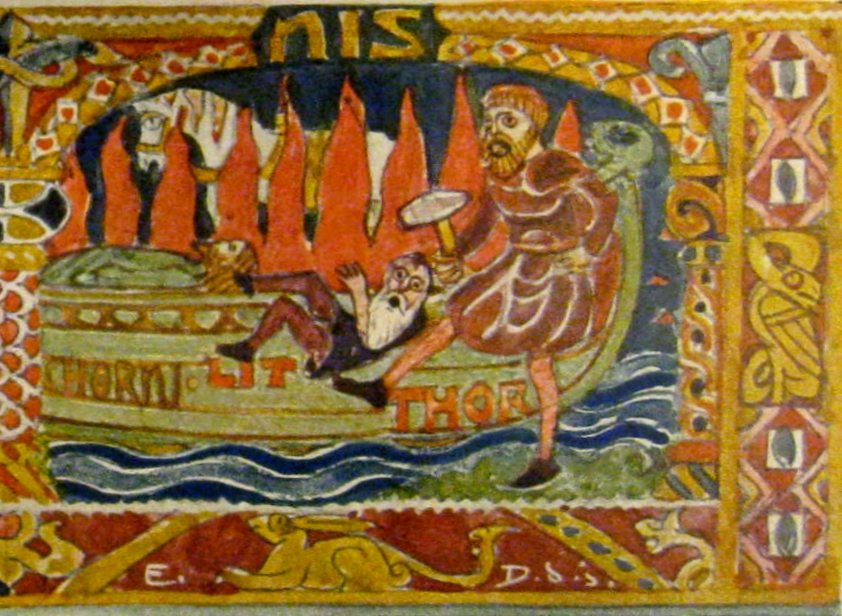
トールが小人リト(en)を火葬の火へ蹴り入れる場面。炎上するフリングホルニが描かれている。（エミール・デープラーによる）

フリングホルニ（古ノルド語: Hringhorni）は、北欧神話に登場するバルドルの所有する大船。世界のいかなる船よりも大きいとされる。
『スノッリのエッダ』第一部『ギュルヴィたぶらかし』は次の経緯を伝えている。ロキの企みによりバルドルが殺された後、神々はバルドルをフリングホルニで船葬しようとした。しかし、その重さゆえに誰も船を海へ流すことができなかった。そこで、神々はヨトゥンヘイムに使者を送り、女巨人のヒュロッキンを呼びよせた。ヒュロッキンは船首へ回ると一突きで船を動かすことができたが、あまりにも乱暴であったためころが火をふき大地が震えた。それに怒ったトールがミョルニルを持ち出してヒュロッキンの頭を打ち砕こうとしたので、オーディンをはじめとする神々はこれを鎮めなければならなかった。